# Tycomarptes contracta
Tycomarptes contracta là một loài bướm đêm trong họ Noctuidae.